# Di diritto pontificio
Si dicono di diritto pontificio quelle istituzioni ecclesiastiche (gli istituti religiosi e secolari, le società di vita apostolica) erette dalla Santa Sede o da essa approvate tramite un suo decreto formale. Le istituzioni di diritto pontificio dipendono in modo immediato ed esclusivo dalla Sede Apostolica in quanto al regime interno e alla disciplina.

## Storia
Fino al XIX secolo le comunità religiose si distinguevano in ordini regolari con voti solenni e congregazioni di voti semplici. Solo i voti solenni assumevano valore davanti alla Chiesa e alle autorità civili.
Nel 1215, con il concilio Lateranense IV, papa Innocenzo III aveva infatti stabilito che nessun ordine regolare potesse essere fondato senza l'approvazione pontificia. I vescovi, tuttavia, mantennero il diritto di fondare comunità i cui membri vivessero come religiosi, senza esserlo veramente: più tardi questi gruppi assunsero il nome di congregazioni di voti semplici.
Le congregazioni di voti semplici, soprattutto femminili, si moltiplicano notevolmente durante i secoli XVII e XVIII e, agli inizi del XIX secolo, molte di esse sollecitano da Roma il riconoscimento papale: nel 1816 la Santa Sede iniziò ad approvare le congregazioni di voti semplici che, però, continuarono a non essere riconosciute come istituti religiosi.
Nel 1854 Giuseppe Andrea Bizzarri, segretario della Congregazione dei vescovi e regolari, elaborò su mandato di papa Pio IX, una procedura di approvazione delle congregazioni con i voti semplici che venne comunicata ai vescovi nel 1861.
Con questa nuova procedura venivano formalmente distinte l'erezione di un istituto, operata da un vescovo, e la sua approvazione da parte della Santa Sede. Dopo la sua erezione l'istituto avrebbe avuto la qualifica "di diritto diocesano" e sarebbe restato sotto la tutela dei vescovi delle diocesi nelle quali possedeva case; crescendo la sua importanza, la Santa Sede avrebbe accordato al nuovo istituto il decreto di lode, collocandolo sotto la sua diretta tutela, e l'istituto avrebbe acquisito lo status "di diritto pontificio".
La distinzione tra lo status giuridico di un istituto di diritto diocesano e di uno di diritto pontificio venne elaborata in modo definitivo con la costituzione apostolica Conditae a Christo di papa Leone XIII (8 dicembre 1900).